# Tongzhi

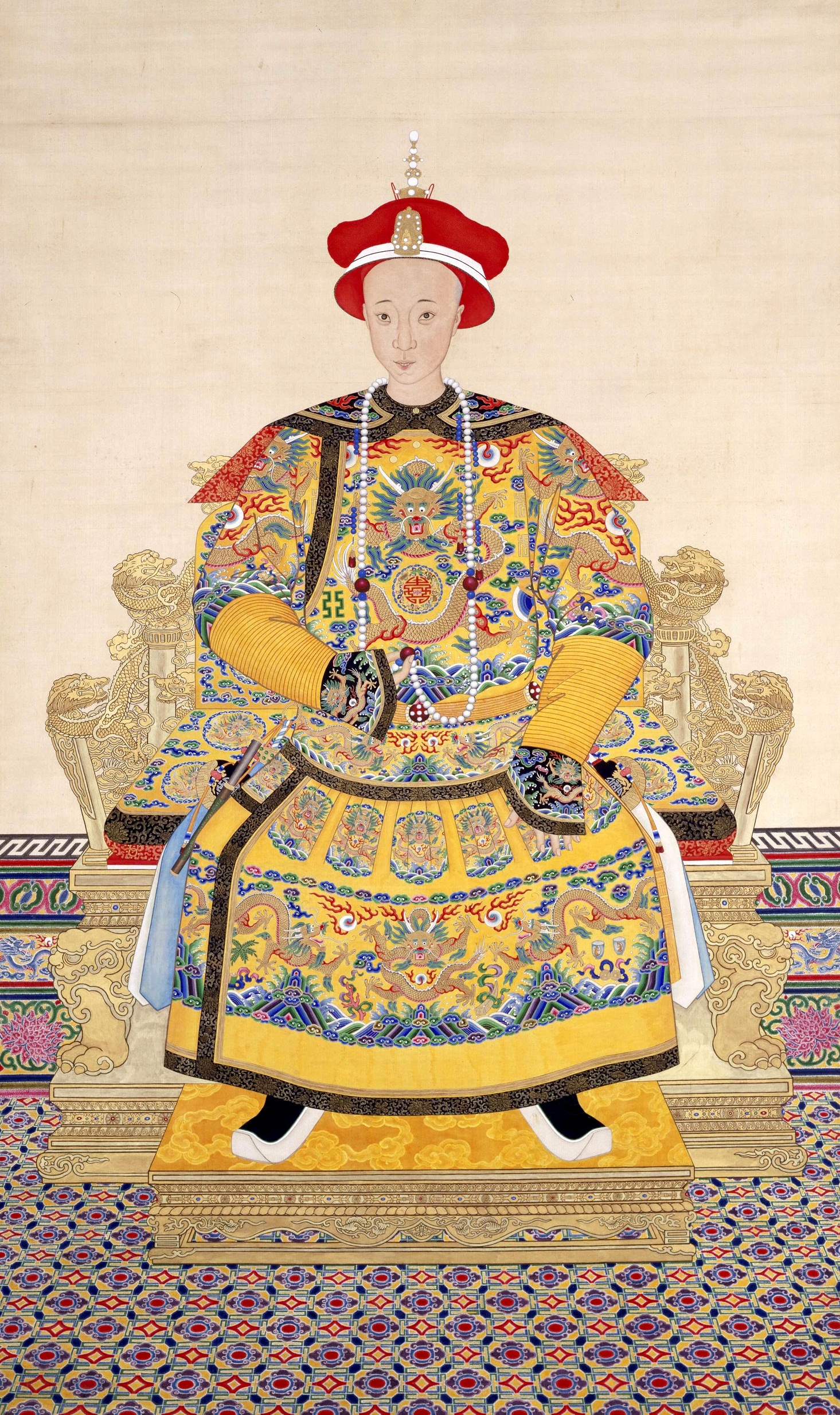
Kaiser Tongzhi

Tongzhi (chinesisch 同治, Pinyin Tóngzhì, Wade-Giles T'ung-chih; * 27. April 1856 in Peking; † 12. Januar 1875 ebenda) war vom 11. November 1861 bis zu seinem Tod der neunte Kaiser von China aus der Qing-Dynastie. Er folgte seinem Vater Xianfeng bereits im Alter von fünf Jahren auf den Thron. Bis zu seiner Volljährigkeit 1872 wurde die Regentschaft durch die Kaiserinwitwen Cixi und Ci’an ausgeübt.

## Clan, Namen
- Clan: Aisin Gioro (愛新覺羅)
- Geburtsname: Zaichun (載淳)
- Regierungsdevise: Tongzhi (同治), deutsch etwa Gemeinsame Herrschaft
- Tempelname (posthum): Muzong (穆宗)
- Posthumer Titel (Kurzfassung): Yi Huangdi (毅皇帝), deutsch etwa Standhafter göttlicher Kaiser

## Familie
- Vater: Kaiser Xianfeng (1831–1861)
- Leibliche Mutter: Konkubine Yi, von 1861 an [Zweite] Kaiserinwitwe Cixi (1835–1908)
- Offizielle Mutter: Kaiserin Zhen, von 1861 an [Erste] Kaiserinwitwe Ci’an (1837–1881)
- Kaiserin: Arute, posthum Xiaozheyi (孝哲毅皇后, 1854–1875)
- Vier weitere Konkubinen
- Keine Nachkommen

## Leben

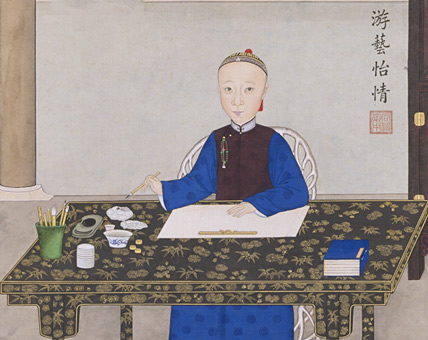
Tongzhi als Kind bei Schreibübungen

Tongzhi war der einzige überlebende Sohn des Kaisers Xianfeng und seiner Konkubine Yi. Sein Vater hatte für seinen Todesfall eine Regentschaftsregelung, nach welcher der Mandschuadlige Sushun als Erster unter Gleichen einen achtköpfigen Regentschaftsrat bis zur Volljährigkeit des Kaisers bilden sollte. Daneben stattete Xianfeng Kaiserin Zhen, nun Kaiserinwitwe Ci’an, und die Konkubine Yi, nun Kaiserinwitwe Cixi, stellvertretend für Tongzhi mit jeweils einem kaiserlichen Siegel aus, das zur Bestätigung kaiserlicher Erlässe vorgeschrieben war. Anlässlich der Überführung von Xianfengs sterblichen Überresten gelang es den Kaiserinwitwen Anfang November 1861 zusammen mit Prinz Gong, der Peking und mit General Ronglu die dortige Garnison kontrollierte, eine Palastrevolte durchzuführen, den Xinyou-Staatsstreich von Anfang November 1861. Sushun wurde enthauptet, die Prinzen Duanhua und Zaiyuan zum Selbstmord gezwungen, die Kaiserinwitwen Ci’an und Cixi Regentinnen, Prinz Gong deren engster Berater. Weil Europäer nur sehr selten Zugang zu den Palästen und zu den höchsten Mitgliedern des Kaiserhauses erhielten, beruhen die westlichen Berichte über die Regentinnen und den Kaiser in großen Teilen auf Palastgerüchten, Mutmaßungen und Spekulationen. Dass Cixi von Anfang an die treibende Kraft hinter Tongzhi war, wird heute meist bezweifelt, Seagrave, Chang und andere weisen darauf hin, dass sie zu dieser Zeit wahrscheinlich noch nicht ausreichend lesen konnte und eher Prinz Gong die eigentliche Macht in den Händen hielt. Welche Rolle der Große Rat, der General Zeng Guofan oder andere, etwa der Großtutor Weng Tonghe spielten, ist nahezu unbekannt. Weng war für die Erziehung des Kaisers verantwortlich, dieser brachte aber nach übereinstimmenden Berichten kein Interesse für die konfuzianischen Klassiker auf, die die geistige Grundlage der kaiserlichen Regierung und Verwaltung bildeten. Stattdessen soll er sich nach weit verbreiteten Gerüchten bereits in sehr früher Jugend mit Hilfe von Eunuchen und Prinzen heimlich aus dem Palast gestohlen haben, um Bordelle zu besuchen.
Während Prinz Gong den Konflikt mit den europäischen Mächten und den USA durch die Pekinger Konvention 1861 beilegen konnte, wenn auch zu für China harten Bedingungen, dauerten die Aufstände, die zur Zeit der Regierung von Xianfeng entflammt waren, nach dessen Tod an. Zeng Guofan und dem aufstrebenden Li Hongzhang gelang es allerdings 1864, den gefährlichsten und blutigsten, nämlich den Taiping-Aufstand im Südosten des Kaiserreichs niederzuwerfen und 1868 den der Nian im Norden entscheidend zu schlagen, allerdings zu dem Preis, dass Li faktisch eine eigenständige starke Armee unter seinem Kommando aufbauen konnte.
Die vernichtenden Niederlagen Chinas in den beiden Opiumkriegen machten Reformen unumgänglich. Die Tongzhi-Restauration ab 1862 trägt zwar den Namen des Kaisers, wurde aber im Namen der Kaiserinwitwen ins Werk gesetzt. Kennzeichnend war, dass man „ideologisch“ an der konfuzianischen Tradition festhielt, aber, wenn auch zögerlich, technische, wirtschaftliche und auch administrative Neuerungen zuließ (Selbststärkungsbewegung). Für die Armee wurden moderne westliche Gewehre gekauft, für die Flussschifffahrt und später für die im Aufbau befindliche Marine erste Dampfschiffe. Einige wenige Industriebetriebe entstanden, vor allem für den Bedarf der Marine; hier ist insbesondere die Gründung der Werft Kiangnan Machine Manufacturer 1865 erwähnenswert. Junge Chinesen wurden zum Studium ins Ausland entsandt, der Zoll dem unbestechlichen und China immer loyalen Nordiren Robert Hart unterstellt, ein Außenministerium (Zongli Yamen) eingerichtet. Treibende Kraft war wohl der moderner westlicher Technologie aufgeschlossene Li, der wirtschaftlich am meisten profitierte.

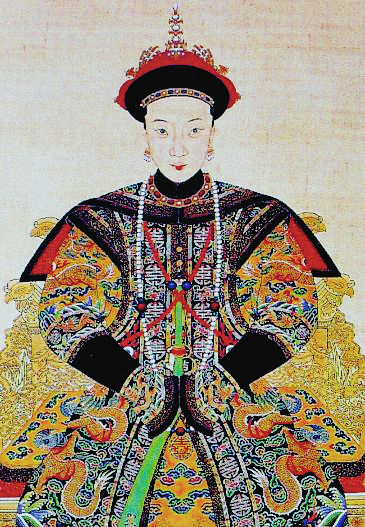
Kaiserin Xiaozheyi

Bevor Tongzhi am 23. Februar 1873 selbst die Regentschaft übernahm, heiratete er im Herbst 1872 eine Frau aus dem Arute-Klan (auch: A-lu-te), deren Name nicht bekannt ist. In der Literatur heißt sie i. d. R. Prinzessin bzw. Kaiserin Arute oder Kaiserin Xiaozheyi gemäß ihrem posthumen Ehrennamen. Dass ihr Geburtsname nicht bekannt ist, ist nicht ungewöhnlich, dass sie aber als Kaiserin ohne Namen blieb, schon. Wohl erst nach Tongzhis Tod erhielt sie den Namen Kaiserin Jiashun (嘉順皇后). Außerdem erhielt Tongzhi eine Konkubine ersten Ranges, eine zweiten sowie zwei weitere dritten Ranges, die nach seinem Tod alle zu Edlen Kaiserlichen Gemahlinnen erhoben wurden. Kaiserin und Konkubinen wurden traditionsgemäß von den beiden Kaiserinwitwen bestimmt. Über die Ehe mit Arute kursieren in der Literatur über Cixi die verschiedensten Gerüchte. Gesichert scheint lediglich, dass Prinz Gongs Sohn Zaicheng im Sommer 1873 von einem Prinzen dritten zu einem vierten Grades degradiert wurde, weil er mit Tongzhi heimlich die Verbotene Stadt verlassen hatte, wahrscheinlich um Bordelle zu besuchen. Einen Monat später erhielt der Prinz seinen höheren Rang zurück.
Dadurch, dass Tongzhi nun selbst regierte, stellte sich die heikle Frage des Kotaus. 1861 hatten die Europäer, die USA und später auch das Japanische Kaiserreich sich das Recht erstritten, Botschafter nach Peking zu entsenden und regelmäßig Audienzen beim Kaiser zu erhalten. Ausländische Diplomaten waren wie auch fast alle chinesische Beamte, die zum Kaiser vorgelassen wurden, zum Kotau verpflichtet, und erkannten damit die Herrschaft des Himmelssohnes über alle Menschen an. Es war klar, dass die Botschafter den Kotau verweigern würden. Xianfeng war (deshalb?) vor seinem Tod nicht mehr in die Verbotene Stadt zurückgekehrt. Die Regentinnen empfingen grundsätzlich keine (männlichen) Staatsgäste, und der minderjährige Tongzhi musste sich den Diplomaten nicht zeigen. Als er sie am 29. Juni 1873 empfing, wurde vereinbart, dass sie dem Kaiser gegenüber die gleiche Ehrerbietung wie ihren Fürsten erweisen. Allerdings empfing er sie nicht im Thronsaal der Halle der Höchsten Harmonie, sondern dort, wo die Vasallenstaaten ihre Tribute entrichteten.
Im Mai 1874 musste China eine japanische Strafexpedition nach Taiwan hinnehmen, ohne die Insel mit eigener Marine und Truppen schützen zu können. Dies bedeutete den Anfang vom Ende der chinesischen Vorherrschaft in Ostasien. Im Dezember erkrankte Tongzhi, und er sah sich (oder wurde?) gezwungen, die Kaiserinwitwen erneut als Regentinnen einzusetzen, am 12. Januar 1875 starb er im Alter von nur achtzehn Jahren ohne Nachkommen. Offiziell starb er an den Pocken, aber vor allem unter den Europäern in China kursierte das Gerücht, er sei an Syphilis erkrankt, später sogar, Cixi habe ihn vergiften lassen. Konkrete Belege für diese Theorien sind bisher nicht bekannt. Da Tongzhi keinen Sohn hatte, stellte sich die Frage der Nachfolge. Alle männlichen Abkömmlinge einer Generation der Kaiserfamilie erhielten bei ihrem Geburtsnamen dieselbe erste Silbe, Tongzhi gehörte also der Generation Zai an. Für die den Riten entsprechende Ahnenverehrung war es eigentlich erforderlich, dass sein Nachfolger der folgenden Generation Pu angehörte. Einen direkten Nachfahren aus dieser Generation gab es jedoch noch nicht, und an einem Ende der Qing-Dynastie hatte niemand am Kaiserhof Interesse. So adoptierten die beiden Kaiserinwitwen Tongzhis erst dreijährigen Vetter Zaitian, den einzigen Sohn von Prinz Chun und einer Schwester von Cixi. Die Kaiserinwitwen übernahmen erneut die Vormundschaft für den minderjährigen Kaiser, dessen Regierung unter die Devise Guangxu (光緒, glanzvolles oder ruhmreiches Werk) gestellt wurde.
Kaiserin Xiaozheyi starb nur wenige Monate später, am 27. März 1875. Auch in ihrem Fall schießen die Gerüchte ins Kraut. Offiziell ist sie eines natürlichen Todes gestorben, aber manche meinen, dass sie sich zu Tode hungerte, sei es „freiwillig“ auf Geheiß ihres Vaters (Jung) oder Cixis (Warner u. a.), andere, dass sie mit Goldstaub vergiftet wurde im Auftrag von böswilligen Manchu-Prinzen (so Seagrave). Warner, Spence und Seagrave behaupten außerdem, sie sei schwanger gewesen.